# Veliki prirezan dodeciikozidodekaeder
| Veliki prirezan dodeciikozaeder                    | Veliki prirezan dodeciikozaeder                         |
| -------------------------------------------------- | ------------------------------------------------------- |
|                                                    |                                                         |
| Vrsta                                              | uniformni zvezdni polieder                              |
| Elementi                                           | F = 104, E = 180, V =60 ({\displaystyle \chi \,} = -16) |
| Stranske ploskve po stranicah                      | (20+60){3}+(12+12){5/2}                                 |
| Wythoffovi simboli                                 | \| 5/3 5/2 3                                            |
| Simetrijska grupa                                  | I, [5,3]+, 532                                          |
| Bowerjeva okrajšava                                | Gisdid                                                  |
| Sklici                                             | U64, C80, W115                                          |
| veliki šeststrani heksekontaeder (dualni polieder) | 3.3.3.5/2.3.5/3 slika oglišč                            |

Veliki prirezan dodeciikozidodekaeder je nekonveksni uniformni polieder z oznako (indeksom) U64.

## Sorodni poliedri
Ima enaka oglišča kot njegovih 20 trikotnih stranskih ploskev in vse njegove pentagramske stranske ploskve skupaj z velikim dirombiikozidodekaedrom, ki nima 60 robov v velikem dodeciikozaedru. Ima tudi enakih 60 trikotnih stranskih ploskev kot veliki dvojnoprirezani dirombidodekaeder. 
Robovi in trikotne stranske ploskve obstajajo tudi v sestavu dvajsetih oktaedrov. Razen tega  obstaja 20 trikotnih stranskih ploskev v enem enantiomeru sestava dvajsetih tetrahemiheksaedrov. Drugih 60 trikotnih stranskih ploskev obstaja v drugem enantiomeru.
| konveksna ogrinjača                      | Veliki prirezan dodeciikozaeder | Veliki dirombiikozidodekaeder         |
| veliki dvojnoprirezani dirombidodekaeder | sestav dvajsetih oktaedrov      | sestav dvanajstih tetrahemiheksaedrov |